# Vicente Lombardo Toledano (Tabasco)
Vicente Lombardo Toledano es una localidad del municipio de Balancán ubicado en la subregión de los Ríos del estado mexicano de Tabasco.

## Geografía
La localidad se ubica a 53.4 kilómetros (en dirección noreste) de la localidad de Balancán de Domínguez, la cabecera y lugar más poblado del municipio. Se sitúa en las coordenadas geográficas 17°34′47″N 91°05′30″O / 17.579722, -91.091667, a una elevación de 57 metros sobre el nivel del mar.

## Demografía
Según el Conteo de Población y Vivienda 2020, efectuado por el Instituto Nacional de Estadística y Geografía, la localidad de Vicente Lombardo Toledano tiene 397 habitantes, de los cuales 209 son del sexo masculino y 188 del sexo femenino. Su tasa de fecundidad es de 3.2 hijos por mujer y tiene 97 viviendas particulares habitadas.
| Gráfica de evolución demográfica de Vicente Lombardo Toledano entre 1990 y 2020 |
|                                                                                 |
| INEGI.                                                                          |